# Теруси
Теруси су југословенски и босанскохерцеговачки рок бенд из Тузле.

## Историја
Група је формирана фебруара 1965. године. Основали су је студенти Технолошког и Рударског факултета у Тузли. Име је настало као спој назива ова два факултета, ТЕхнолошко РУдарски СтудентИ („Теруси”). Прву поставу су чинили Миодраг Бата Костић (гитара), Зоран Паки (бас), Томислав Додо Крижан (гитара), Александар Саша Миоковић (вокал) и Мустафа Муфо Хаџиефендић (бубњеви).
Први већи успех су постигли на гитаријади 1966. године на београдском Сајмишту где су заузели шесто место. У том периоду, репертоар су им чиниле обраде светских хитова. Најчешће су наступали на игранкама које су у Тузли одржаване у ДТВ Партизан и сали хотела Бристол. Када су свирали у Студентском центру у Тузли, морали су да промене име у Супер група СЦТ, по скраћеници Студентски Центар Тузла.
Године 1971. Бата Костић је прешао у ЈУ групу за коју је компоновао неке од њихових најзначајнијих песама инспирисаних фолклором. За једина два сингла Теруса, песме су написали Бата Костић и певач Бесим Смајловић. Током каријере кроз групу су прошли бројни музичари. Са радом су престали крајем осамдесетих година. Зоран Паки који је рођен 1939. године, преминуо је 13. децембра 1987. године, а Александар Миоковић је преминуо 2014. године.
Повратнички концерт, који је био распродат, одржали су 24. фебруара 2001. у тузланском клубу „Палма”. Снимили су два сингла, „Полети птицо” и „Као некад”. Поново су се окупили током 2013. године у саставу Бата Костић, Мустафа Сушић, Данијел Славуљица, Асим Хорозовић, Жељко Дивјак и Сеад Хукић.

## Дискографија
Синглови
- 1975: Врати се / Живим у свом свијету (Дискотон)
- 1976: Мјесто под сунцем / Слутња (Дискотон)